# Fosgenoxim
Fosgenoxim (též CX) je organická sloučenina se vzorcem Cl2CNOH. Jedná se o chemickou zbraň, konkrétně o látku způsobující kopřivku. Fosgenoxim je bezbarvá kapalina, v nečisté podobně je však často nažloutlý. Má silný, nepříjemný zápach a jeho páry jsou silně dráždivé.

## Příprava a reakce
Fosgenoxim se obecně připravuje redukcí chlorpikrinu:
Cl3CNO2 + 2 Sn + 5 HCl + H2O → Cl2C=N-OH + 2 H3O[SnCl3]
Pozorování přechodné fialové barvy při reakci napovídá tvorbě meziproduktu trichlornitrosomethanu (Cl3CNO). Také dřívější metody přípravy fosgenoximu, využívající jako redukční činidlo chlorid cínatý, vycházely z chlorpikrinu.
Sloučenina je elektrofilní a tedy citlivá na nukleofily, včetně hydrolýzy zásadami:
Cl2CNOH + 2 NaOH → CO2 + NH2OH + 2 NaCl + H2O
Podobné procesy poskytují snadnou cestu k likvidaci této nebezpečné sloučeniny. S hydrazinem reaguje za vzniku HCN a N2.